# McCartney III
| 총 점수             | 총 점수 |
| 출처                | 점수    |
| ------------------- | ------- |
| AnyDecentMusic?     | 7.6/10  |
| 메타크리틱          | 81/100  |
| 평가 점수           |         |
| 출처                | 점수    |
| AllMusic            | [ 8 ]   |
| The A.V. Club       | B       |
| The Daily Telegraph | [ 10 ]  |
| Exclaim!            | 9/10    |
| The Guardian        | [ 12 ]  |
| The Independent     | [ 13 ]  |
| NME                 | [ 14 ]  |
| Pitchfork           | 7.2/10  |
| Rolling Stone       | [ 16 ]  |
| Uncut               | [ 17 ]  |

《McCartney III》는 영국의 음악가 폴 매카트니의 열여덟 번째 솔로 스튜디오 음반으로, 2020년 12월 18일, 캐피틀 레코드를 통해 발매되었다. 이 음반은 《McCartney》 (1970년), 《McCartney II》(1980년)에 이은 연작으로, 매카트니가 대부분의 악기를 직접 연주한 점에서도 앞선 두 음반과 유사하다.
《McCartney III》는 《Flowers in the Dirt》 (1989년) 이후 매카트니가 발표한 솔로 음반 중 처음으로 영국 음반 차트 1위에 올랐으며, 미국 《빌보드》 200 차트에서는 2위로 데뷔했다. 제64회 그래미 어워드에서 이 음반은 최우수 록 음반상과 〈Find My Way〉로 최우수 록 노래상 부문에 후보로 올랐다. 2022년에는 《McCartney》, 《McCartney II》와 함께 《McCartney I II III》 박스 세트로 묶여 발매되었다.

## 배경
매카트니는 2020년 초, 코로나19 범유행 기간의 봉쇄 상태에서 서식스주에 위치한 자신의 호그 힐 밀 스튜디오에서 《McCartney III》를 녹음했다. 그는 먼저 곡을 작곡한 악기를 녹음한 뒤, 그 위에 여러 층을 덧붙이는 방식으로 작업을 진행했다. 매카트니는 이에 대해 "정말 즐거웠어요. 어떤 목적을 위해 만든 음악이 아니라, 순전히 자신을 위한 음악을 만드는 일이었죠. 그래서 그냥 제가 하고 싶은 것들을 했습니다. 이게 결국 음반이 될 거라고는 전혀 생각하지 못했어요."라고 말했다.
이전의 매카트니 솔로 음반들과 마찬가지로, 《McCartney III》에서도 매카트니는 모든 악기를 직접 연주했다. 그는 2005년 음반 《Chaos and Creation in the Backyard》에서도 대부분의 악기를 연주했으며, 이 음반은 당시 저널리스트 데이비드 하지두에 의해 "사실상 《McCartney III》"라고 묘사되기도 했다. 또한 2007년 음반 《Memory Almost Full》에서도 대부분의 악기를 연주했으며, 사이드 프로젝트인 더 파이어맨의 음반 《Rushes》 (1998년)와 《Electric Arguments》 (2008년)에서도 모든 악기를 매카트니가 직접 연주했다.
이 음반의 커버 아트와 타이포그래피는 매카트니 가족과 친분이 있는 예술가 에드워드 루샤가 디자인했다. 음반 발매 후 거의 3년이 지난 2023년 11월, 루샤는 비틀즈의 곡 〈Now and Then〉의 싱글 커버 디자인도 맡게 된다.

## 상업적 성과
《McCartney III》는 영국 내에서 강력한 판매 성적을 거두었다. 2020년 12월 25일, 이 음반은 영국 음반 차트에서 1위로 데뷔했으며, 이는 매카트니가 1989년 《Flowers in the Dirt》 이후 31년 만에 자국에서 거둔 첫 솔로 음반 1위 기록이었다. 당시 이 음반은 앨범 등가 단위 33,079장을 판매하며 정상을 차지했다.
국제적으로도 판매 성과는 두드러졌다. 미국에서는 빌보드 200 차트에서 2위로 데뷔했으며, 앨범 등가 단위 107,000장을 기록했고, 그중 104,000장은 순수 음반 판매량이었다. 이로써 매카트니는 6개 연속 10년 동안 신보를 차트 상위 1위 또는 2위에 올린 최초의 아티스트가 되었다. 《McCartney III》는 발매 첫 주 미국 내 가장 많이 팔린 음반이었으며, 이는 테일러 스위프트의 《Evermore》와 에미넴의 《Music to Be Murdered By – Side B》보다 순수 판매량 면에서 앞섰다(앨범 등가 단위 제외). 또한 이 음반은 닐슨 사운드스캔이 집계를 시작한 1991년 이후 미국에서 세 번째로 높은 바이닐 판매량을 기록한 음반이기도 했다. 유럽의 여러 국가 차트에서도 상위 10위권에 진입했다.

## 곡 목록
모든 곡들은 폴 매카트니에 의해 작사/작곡하였다.
| #   | 제목                              | 재생 시간 |
| --- | --------------------------------- | --------- |
| 1.  | 〈Long Tailed Winter Bird〉       | 5:16      |
| 2.  | 〈Find My Way〉                   | 3:54      |
| 3.  | 〈Pretty Boys〉                   | 3:00      |
| 4.  | 〈Women and Wives〉               | 2:52      |
| 5.  | 〈Lavatory Lil〉                  | 2:22      |
| 6.  | 〈Deep Deep Feeling〉             | 8:25      |
| 7.  | 〈Slidin'〉                       | 3:23      |
| 8.  | 〈The Kiss of Venus〉             | 3:06      |
| 9.  | 〈Seize the Day〉                 | 3:20      |
| 10. | 〈Deep Down〉                     | 5:52      |
| 11. | 〈Winter Bird/When Winter Comes〉 | 3:12      |